# Rohstoffabkommen zwischen der Ukraine und den Vereinigten Staaten
Das Rohstoffabkommen zwischen der Ukraine und den Vereinigten Staaten wurde am 30. April 2025 von US-Finanzminister Scott Bessent und der ukrainischen Vizeregierungschefin Julija Swyrydenko in Washington, D.C. unterzeichnet. Unterredungen zwischen Donald Trump und Wolodymyr Selenskyj fanden zuvor am 28. Februar 2025 im Weißen Haus und bei der Trauerfeier zur Bestattung von Papst Franziskus statt.
Der Text des Abkommens wurde der Öffentlichkeit nicht vorgestellt. Das Abkommen hält laut Swyrydenko fest, dass die Ukraine wegen der bisherigen Waffen- und Finanzhilfen im Russisch-Ukrainischen Krieg von 2022 bis 2025 keine Schulden hat. Beschlossen wurde die gemeinsame Ausbeutung ukrainischer Bodenschätze, darunter seltene Erden, Mineralien, Öl und Gas, aus der Mittel zum Wiederaufbau des kriegszerstörten Landes in einen Investitionsfonds fließen sollen. Die USA können ihren Anteil auch mit Waffenlieferungen kompensieren. Festgehalten wurde, dass die USA die Absicht der Ukraine, der EU beizutreten, anerkennen und dass dieses Abkommen dem nicht zuwiderlaufen darf. Vor Inkrafttreten muss das Abkommen noch vom ukrainischen Parlament ratifiziert werden.